# حزب ودجر
حزب ودجر (بالصومالية: Xisbiga Wadajir)‏ هو حزب سياسي ديمقراطي تقدمي في الصومال أسسه مجموعة من السياسيين والمفكرين والناشطين الاجتماعيين الصوماليين من مختلف أنحاء البلاد. 
خاض المرشح عن الحزب عبد الرحمن عبد الشكور ورسمي الانتخابات الرئاسية الصومالية لعام 2017.

## التأسيس
أُعلن عن تأسيس حزب ودجر في يونيو 2016 من قبل مجموعة من السياسيين.  وتأسس الحزب قبل ستة أشهر من الانتخابات الرئاسية الصومالية لعام 2017 بأهداف معلنة من ضمنها إصلاح الإقطاعيات السياسية والمحسوبية والفساد.  وأعلن زعيم الحزب عبد الرحمن عبد الشكور ترشحه للرئاسة الصومالية في يونيو وكشف عن رؤيته التي سماها (الاكتفاء الذاتي) (بالصومالية: Iskutashi)‏ وتقوم على تطوير اقتصاد الصومال لدرجة الاكتفاء الذاتي.
خطة (بالصومالية: Iskutashi)‏ أو الاعتماد على الذات هي رؤية تسعى حسب الحزب إلى تعزيز بناء الأمة والوحدة من خلال أجندات سياسية جادة تضع الصومال على طريق التنمية الاقتصادية والاستدامة، ويتكون إطار عمل الرؤية من الموضوعات الشاملة الخمسة التالية والتي تعتبر حاسمة لنجاح الصومال:
- الاستقرار السياسي والتلاحم الوطني
- إعادة هيكلة قطاع الأمن
- تنشيط الاقتصاد الصومالي
- الخدمات العامة والمساءلة ومكافحة الفساد
- الاستقرار الإقليمي والتعاون الدولي

## الهجوم على مقر حزب ودجر
في 17 ديسمبر 2017 داهمت وكالة المخابرات والأمن الوطني الصومالية مقر حزب ودجير ما أسفر عن مقتل خمسة من أفراد الأمن الذين يحرسون مقر الحزب وإصابة أربعة آخرين بينهم ورسمي.

## أعضاء بارزون في حزب ودجر
- عبد الرحمن عبد الشكور ورسامي زعيم الحزب ووزير التخطيط والتعاون الدولي الأسبق في الحكومة الاتحادية الانتقالية الصومالية.
- كمال طاهر جوتالي، رئيس أركان الحرس الرئاسي السابق.
- سيد علي معلم عبد الله، مدير ميناء مقديشو السابق .
- عبد الفتاح إبراهيم جيسي وزير الأشغال العامة وإعادة الإعمار والإسكان السابق في الحكومة الفيدرالية الصومالية.
- عبد الولي آدم غريري، صحفي مخضرم.
- شادور حاج محمود، مدير الاتصالات السابق في فيلا الصومال .
- سعيد موسى عبدي ناشط سياسي ورجل أعمال.
- عبد اللطيف موسى نور (سنياري) عضو سابق في البرلمان الفيدرالي الصومالي.